# Municipio de Villa Corona
El municipio de Villa Corona es uno de los ciento veinticinco municipios en que se encuentra dividido el estado de Jalisco, México. Antiguamente se le llamaba  "Tizapanito", su extensión territorial es de 179.37 km². Según el II conteo de población y vivienda, el municipio tiene 16,969 habitantes y se dedican principalmente al sector terciario. Por su ubicación juega un papel importante en el desarrollo económico de la región y del estado. Además, es un punto turístico importante al contar con tres de los balnearios más reconocidos del estado. El municipio también es conocido por ser la cuna de dos bandas de música con gran trascendencia en México: la banda Machos y la banda Maguey.

## Toponimia
Antiguamente se le denominaba Tizapanito (diminutivo de la palabra Tizápan), la palabra proviene de la unión de los vocablos náhuatl "tízal" (yaso o tiza) y "pan" (sobre); lo cual unido significa: "tierra blanca". Su nombre actual es en honor a Ramón Corona.

## Historia
Su fundación se remonta al siglo XVI, cuando sus primeros fundadores, de origen náhuatl, se radicaron en el lugar denominado La Huerta, a 5 km al noreste del actual poblado. Su jefe se llamaba "Xopillín", durante la Guerra del Salitre se refugiaron en este sitio algunos grupos indígenas, que fueron bien recibidos. A cambio de la hospitalidad que les brindaron, les legaron sus adelantos, de los que aún hay vestigios.
La conquista de este lugar la llevó a cabo el conquistador español, Alonso de Ávalos en 1523. En 1895 era comisaría política de la municipalidad de Cocula. En 1917 estuvo en el poblado Venustiano Carranza quien fue a inaugurar un tramo de ferrocarril. El 31 de mayo de 1918 se erigió en municipio, por decreto número 1899, siendo su primer presidente municipal Agapito Aguayo. Manuel M. Diéguez le dio el nombre actual de Villa Corona en el año de 1926, en honor a Ramón Corona y con motivo de la inauguración del ferrocarril a Chamela.

## Geografía física

### Ubicación
Villa Corona se localiza en el centro del estado, en las coordenadas 20º14’30" y 20º33’00" de latitud norte y 103º37’00" a los 103º49’00" de longitud oeste; a una altitud de 1330 metros sobre el nivel del mar.
El municipio colinda al norte con los municipios de San Martín Hidalgo y Tala; al este con los municipios de Acatlán de Juárez y Zacoalco de Torres; al sur con los municipios de Zacoalco de Torres y Atemajac de Brizuela; al oeste con el municipio de Cocula.

### Orografía
La mayor parte de su superficie está conformada por zonas planas ( 42%) con altitudes entre los 900 los 1,500 m s. n. m. correspondientes al extremo de la sierra de Tapalpa, y zonas semiplanas (42%). Las zonas accidentadas constituyen el 16% de la superficie. Al norte se hallan los cerros el Chino y el Gavilán, con elevaciones entre los 1,650 y los 1,750 m s. n. m.; al sur se encuentran los cerros Bola, Ojo de Agua y los Novillos en donde hay alturas hasta los 2,000 y los 2,400 m s. n. m.; el resto son lomas y faldas de los cerros antes mencionados.

#### Suelo
La composición de los suelos es de tipos prodominantes feozem háplico, vertisol pélico y regosol eutrico. El municipio tiene una superficie territorial de 17,937 hectáreas, de las cuales 7,074 son utillizadas con fines agrícolas, 7,472 en la actividad pecuaria, 3,000 son de uso forestal, 240 son suelo urbano y 151 hectáreas tienen otro uso. En lo que a la propiedad se refiere, una extensión de 4,010 ha es privada y otra de 13,927 es ejidal; no existiendo propiedad comunal.

### Hidrografía
Sus recursos hidrológicos son proporcionados por los arroyos: Zarco, Colorado, La Compuerta y El Corral Falso; por la laguna de Atotonilco y los manantiales de aguas termales de Chimulco, Agua Caliente, El Tular, Las Delicias, Las Brisas, Las Termas y los Veleros; además de encontrarse las presas de Estipac, La Cañada, La Ciénega, Las Tuzas y El Tecuán.

### Clima
El clima es semiseco y semicálido, sin cambio térmico invernal definido. Los meses más calurosos son mayo y junio. La temperatura media anual es de 20.5 °C, con máxima de 29 °C y mínima de 12.1 °C. El régimen de lluvias se registra en los meses de junio, julio y agosto, contando con una precipitación media que oscila entre 711 y 874 milímetros. El promedio anual de días con heladas es de 4.4. Los vientos dominantes son en dirección del sureste.

### Flora y fauna
Su vegetación se compone básicamente de fresno, guayabo, pirul, sauce, guamúchil, mezquite y roble.
El tlacuache, el conejo, la ardilla, el coyote, el venado y otras especies menores habitan esta región.

## Demografía

### Localidades
En el censo de 2020 el municipio de Villa Corona contaba con 29 localidades.
| Código INEGI    | Localidad               | Población (2020) |
| --------------- | ----------------------- | ---------------- |
| 141140001       | Villa Corona            | 8 485            |
| 141140006       | Juan Gil Preciado       | 2 858            |
| 141140005       | Estipac                 | 2 654            |
| 141140002       | Atotonilco el Bajo      | 2 653            |
| 141140004       | Buenavista              | 954              |
| 141140009       | El Tecuán               | 514              |
| 141140003       | El Barro                | 385              |
| 141140030       | Potrero del Campo Santo | 181              |
| 141140018       | Colonia Nuevo Tizapán   | 91               |
| 141140040       | Colonia Lázaro Cárdenas | 55               |
| 141140041       | Colonia Nueva la Loma   | 50               |
| 141140024       | Puerta del Monte        | 45               |
| 141140026       | La Panochera            | 29               |
| 141140032       | Los Ranchitos           | 19               |
| 141140019       | Crucero de Bellavista   | 11               |
| 141140025       | La Noria Salada         | 11               |
| 141140020       | Crucero de Estipac      | 10               |
| 141140029       | El Potrerito            | 10               |
| 141140037       | El Tular                | 9                |
| 141140008       | Ojo de Agua             | 8                |
| 141140022       | La Guitarrilla          | 7                |
| 141140044       | Banco de Arena          | 6                |
| 141140028       | El Porvenir             | 4                |
| 141140033       | San Juan                | 3                |
| 141140036       | El Tepemezquite         | 3                |
| 141140017       | El Colomo               | 2                |
| 141140043       | Rancho las Lomas        | 2                |
| 141140047       | San Antonio             | 2                |
| 141140050       | La Playita              | 2                |
| Total municipal | Total municipal         | 19 063           |

## Economía
El 28.53% de los habitantes se dedica al sector primario, el 26.06% al sector secundario, el 41.57% al sector terciario y el resto no se específica. El 42.94% se encuentra económicamente activa. Las principales actividades económicas son: agricultura, ganadería, pesca, industria y servicios.
- Agricultura: se cultiva maíz, frijol, sorgo, garbanzo, chile y caña de azúcar, principalmente.

- Ganadería: se cría ganado bovino, porcino y caprino. Además de aves y colmenas.

- Industria: destaca la industria manufacturera.

- Turismo: su principal atracción son los balnearios.

- Comercio: cuenta con restaurantes, mercado y pequeñas tiendas. Predomina la venta de productos de primera necesidad y los comercios mixtos que venden artículos diversos.

- Servicios: se ofrecen servicios financieros, profesionales, técnicos, comunales, sociales, turísticos, personales y de mantenimiento.

- Pesca: se captura la tilapia, charal, carpa, lisa y mojarra.

## Infraestructura
- Educación

El 91,03% de la población es alfabeta, de los cuales el 27,57% ha terminado la educación primaria. El municipio cuenta con 9 preescolares, 17 primarias, 8 secundarias, 3 bachilleratos y una universidad.
- Salud

La atención a la salud es atendida por la Secretaría de Salud del estado, el Instituto Mexicano del Seguro Social, clínicas y hospitales particulares. El Sistema para el Desarrollo Integral de la Familia (DIF) se encarga del bienestar social.
- Deporte

Cuenta con centros deportivos, en los que se practica: fútbol(balompié), baloncesto y voleibol. Además cuenta con centro culturales, plaza, palenque, museo, parques, jardines y biblioteca.
- Vivienda

Cuenta con 3.851 viviendas, las cuales generalmente son privadas. El 98,34% tiene servicio de electricidad, el 94,70% tiene servicio de drenaje y agua potable. Su construcción es generalmente a base de ladrillo, concreto y tabique.
- Servicios

El municipio cuenta con servicios de agua potable, alcantarillado, alumbrado público, mercados, rastro, cementerios, vialidad, aseo público, tránsito, seguridad pública, parques, jardines y centros deportivos.
El 98,7% de los habitantes disponen de agua potable; 92,1 de alcantarillado y el 98,4% de energía eléctrica.
- Medios y vías de comunicación

Cuenta con servicio de correo, fax, telégrafo, teléfono, radio, televisión y servicio de radiotelefonía. El transporte se efectúa a través de la autopista Guadalajara-Barra de Navidad. Cuenta con una red de carreteras rurales que comunican las localidades, y hay autobuses públicos.

## Demografía
Según el II conteo de población y vivienda, el municipio tiene 15,196 habitantes, de los cuales 7,307 son hombres y 7,889 son mujeres; el 0.58% de la población son indígenas.
| 15 422                     | 15 638 | 15 936 | 15 196 |
| (Fuente: [cita requerida]) |        |        |        |

### Religión
El 96.70% profesa la religión católica, también hay creyentes de los testigos de Jehová, Mormones, Adventistas del Séptimo Día, protestantes y creyentes de otras religiones. El 0.50% de los habitantes ostentaron no practicar religión alguna. La población judía representa el 0.01% de los habitantes.

### Localidades
En el censo de 2020 las localidades más pobladas del municipio fueron:
| Localidad                   | Población |
| --------------------------- | --------- |
| Villa Corona                | 8485      |
| Juan Gil Preciado (La Loma) | 2858      |
| Estipac                     | 2654      |
| Atotonilco el Bajo          | 2653      |
| Buenavista                  | 954       |
| El Tecuán                   | 514       |
| El Barro                    | 385       |

## Cultura

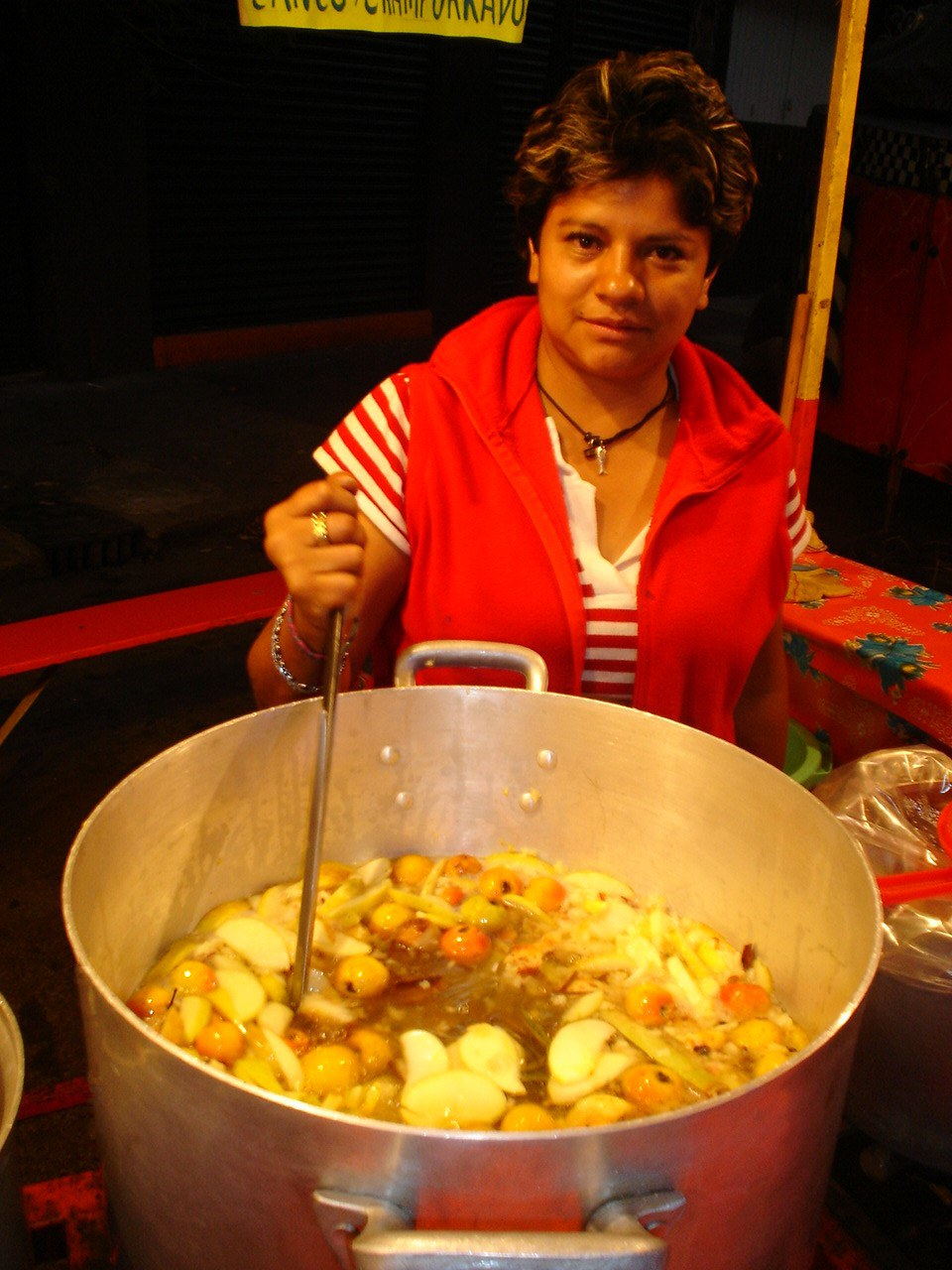
El ponche es una bebida típica.

- Pintura: pinturas de la Virgen de Guadalupe, San Juan Bautista, La Eternidad Jesucristo y Señor del Tiempo, datan del siglo XVIII. También destaca el retrato del fraile Marcos Huelvas y el mural con temas indigenistas.

- Escultura:
  - Altar en madera del Templo de Cristo Rey, data del siglo XVIII.
  - Estatua de Santo Domingo.
  - Estatua de San Francisco de Asís.
  - Estatua de Cristo.

- Música: del municipio son originarias las bandas Machos y Maguey.

- Artesanías: se fabrican petates, sopladores y sillas de madera.

- Trajes típicos: el traje de charro para el hombre y el vestido de china poblana para la mujer.

- Gastronomía: se compone de pescado dorado y en adobo, el ceviche, el caldo michi, la birria de chivo y de ternera, el pozole y el menudo y platillos de origen indígena; de sus dulces destacan el pinole y el ponteduro; las bebidas típicas son el tepache, tequila y el ponche.

### Sitios de interés
- Templo de Cristo Rey en Estipac.
- Templo de la Virgen del Rosario.
- Templo de la Virgen de Lourdes.
- Templo de Atotonilco el Bajo, en honor a la Purísima Concepción, data de 1608 concluyendo su construcción en el año 1704.
- Ruinas del templo de San Andrés apóstol concluido en 1639.
- Templo santuario del Sagrado Corazón que inicio su construcción el 1 de mayo de 1889 y concluyó el 12 de junio de 1912.
- El casco de la Exhacienda de Estipac, construida en 1890.
- Arroyo Hondo.
- Cuevas Puerto de la Virgen de Lourdes.
- Cascada El Tajo.
- Laguna de Atotonilco.
- Plaza principal.

### Fiestas
- Fiesta de la Virgen del Rosario, en noviembre.
- Fiesta de Cristo Rey de Estipac, en noviembre.
- Fiesta a la Virgen de Guadalupe, el 12 de diciembre. Atotonilco el Bajo.
- Fiestas patronales de Atotonilco el Bajo, en honor a la Purísima Concepción.

## Gobierno
Su forma de gobierno es democrática y depende del gobierno estatal y federal; se realizan elecciones cada 3 años, en donde se elige al presidente municipal y su gabinete. El presidente municipal es Armando Sencion Guzmán, militante del Movimiento ciudadano, el cual fue elegido en las elecciones del 6 de junio del 2021.
El municipio cuenta con 20 localidades, siendo las más importantes: Villa Corona (cabecera municipal); y las delegaciones: Atotonilco el Bajo, Estipac, Juan Gil Preciado, el Tecúan, el Barro y Buenavista.